# 吉米·杜爾馬茲
雅库普·吉米·杜爾馬茲（瑞典語：Jakup Jimmy Durmaz；1989年3月22日—）是一位亞拉姆人土耳其裔瑞典足球運動員。在場上的位置是中場。現效力於土超球隊法蒂赫卡拉古拉克，曾效力於希臘足球超級聯賽球隊奧林匹亞科斯足球俱樂部。他也代表瑞典國家足球隊參賽。